# (154) Берта
(154) Бе́рта (фр. Bertha) — астероид главного пояса. Был открыт 4 ноября 1875 года французским астрономом Проспером Анри и назван в честь Берты Мартен-Фламмарион (Berthe Martin-Flammarion), сестры астронома Камиля Фламмариона.

Орбита астероида Берта и его положение в Солнечной системе
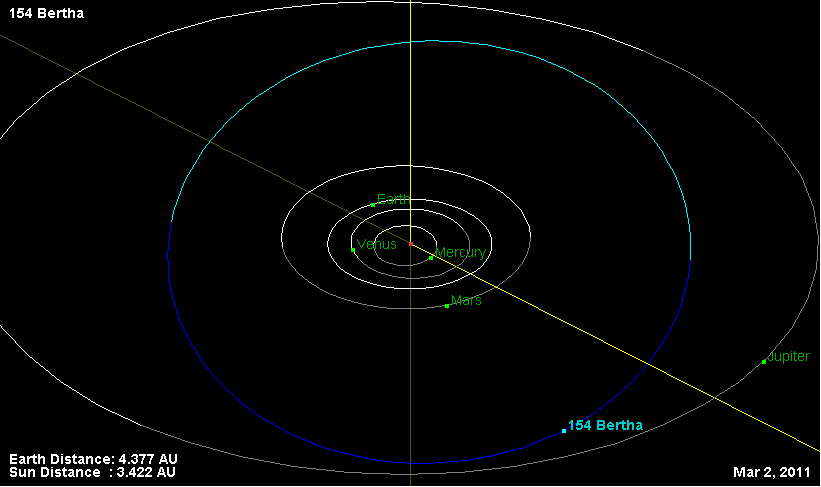
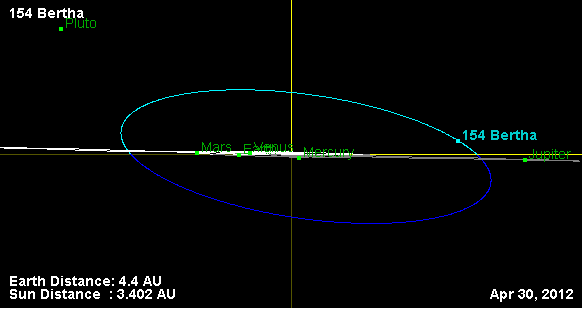